# Guarda Civil do Paraná
A Guarda Civil do Paraná foi uma corporação policial que exerceu policiamento ostensivo uniformizado no período de 1911 a 1969. Embora a corporação fosse uniformizada, não era uma instituição militar, mas um segmento da Polícia Civil. E ao contrário do ocorrido em alguns estados, no Paraná nunca foi classificada como parte da Força Pública.

## Histórico
A Guarda Civil (GC) foi criada com o objetivo de executar policiamento ostensivo uniformizado. Suas atividades se iniciaram à uma hora da tarde do dia 25 de novembro de 1911, com escalas de seis horas de serviço por doze horas de folga. O policiamento tinha especial destaque para os centros urbanos com grande movimento comercial. Em 1913 assumiu também a segurança do tráfego das linhas de bondes da cidade.
Na Revolução de 1932 chegou a receber armamento de guerra e uniformes da Força Militar (antiga denominação da Polícia Militar do Paraná), entretanto não participou das operações ofensivas; permanecendo na segurança da Capital do Estado.
Com o passar do tempo a GC foi ampliada e passou a executar diversificadas modalidades de policiamento, semelhantes às exercidas atualmente pela polícia militar.
Em 9 de abril de 1954 foi criado o policiamento de Rádio Patrulha, composto por quatro veículos com dois guardas civis em cada viatura. Em 1961 o número de viaturas havia sido aumentado para dezenove, com postos policiais na avenida Anita Garibaldi, no Bacacheri, Portão, Asilo, Cabral, Cajuru e Uberaba.
Em 1956 foi criada a Banda de Música da Guarda Civil do Paraná.

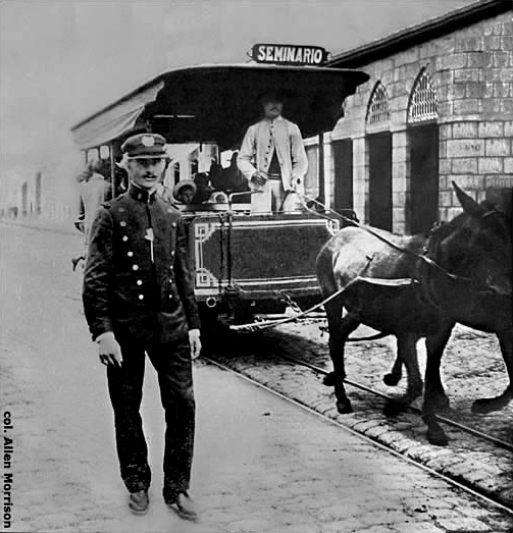
Policiamento da linha de bondes em 1911.
Ao fundo um bonde para bairro Seminário.

A Guarda Civil foi dissolvida em 1970 após a instalação do Governo Militar, pois em 1969 foi estabelecido que o policiamento ostensivo fardado deveria ser de competência exclusiva das polícias militares. Todo seu efetivo foi transferido para a Polícia Civil do Paraná.

### Armamentos
Basicamente a Guarda Civil sempre foi armada apenas com revólveres. Não se registra quando, mas a corporação também recebeu metralhadoras de mão (Thompson M1928, calibre .45); as quais, na década de 1950, foram repassadas para Polícia Militar. Atualmente uma dessas armas encontra-se no Museu da Polícia Militar do Paraná e outra, relíquia do antigo Corpo de Operações Especiais (COE), está no BOPE/PMPR.

### Uniformes
O primeiro uniforme da Guarda Civil  do Paraná era o mesmo usado pela Guarda Civil do Distrito Federal (1891–1960), composto de quepe, túnica e calça verde. Havia ainda outras combinações para uso em serviço, tais como: quepe com capa branca e calça branca. Como uniforme de gala eram usadas túnicas brancas com platinas. O Inspetores e Fiscais usavam talabarte em couro preto, que a partir de 1922 teve seu uso estendido a todo o efetivo. Em 13 de novembro de 1917 foi adotada a cor cáqui para os uniformes de serviço. Posteriormente foram inseridos outros uniformes, dos quais existem poucos registros.

### Hierarquia
| 1911                | 1922                        | 1932                             | 1951                       |
| ------------------- | --------------------------- | -------------------------------- | -------------------------- |
| Inspetor            | Inspetor / Comandante       | Inspetor / Comandante            | Diretor                    |
| Subinspetor         | Subinspetor / Subcomandante | Subinspetor / Subcomandante      | Subdiretor Geral           |
| Almoxarife          | Almoxarife                  | Fiscal de 1ª Classe (de pessoal) | Subdiretor de Policiamento |
| Fiscal              | Fiscal                      | Fiscal de 2ª Classe (almoxarife) | Fiscal Chefe               |
| Guarda de 1ª Classe | Guarda de 1ª Classe         | Aspirante a Fiscal               | Fiscal                     |
| Guarda de 2ª Classe | Guarda de 2ª Classe         | Guarda de 1ª Classe              | Guarda de 1ª Classe        |
|                     |                             | Guarda de 2ª Classe              | Guarda de 2ª Classe        |
|                     |                             | Guarda de 3ª Classe              | Guarda de 3ª Classe        |

Observações:
- O cargo de Aspirante a Fiscal foi criado em 1933[5] para premiar, e não rebaixar de posto, os Guardas Civis promovidos na Revolução de 1932, devido ter sido ampliado o efetivo nesse período.

- Em 1939 os cargos de Fiscal de 1ª Classe e de 2ª Classe foram unificados, passando serem designados simplesmente como Fiscais. Nessa época os cargos de Inspetor, Subinspetor e Fiscal eram exercidos por polciais militares da Força Policial (PMPR).

### Instalações
Apesar da Guarda Civil ter sido uma corporação estadual, durante boa parte de sua existência, permaneceu restrita à capital do Estado. A primeira sede da Guarda Civil do Paraná foi localizada na Praça Zacarias, esquina com a rua Oliveira Bello. Mas ainda em 1912 a sede foi transferida para a Praça Tiradentes, na esquina da rua do Rosário. A seguir a GC teve diversas outras sedes.

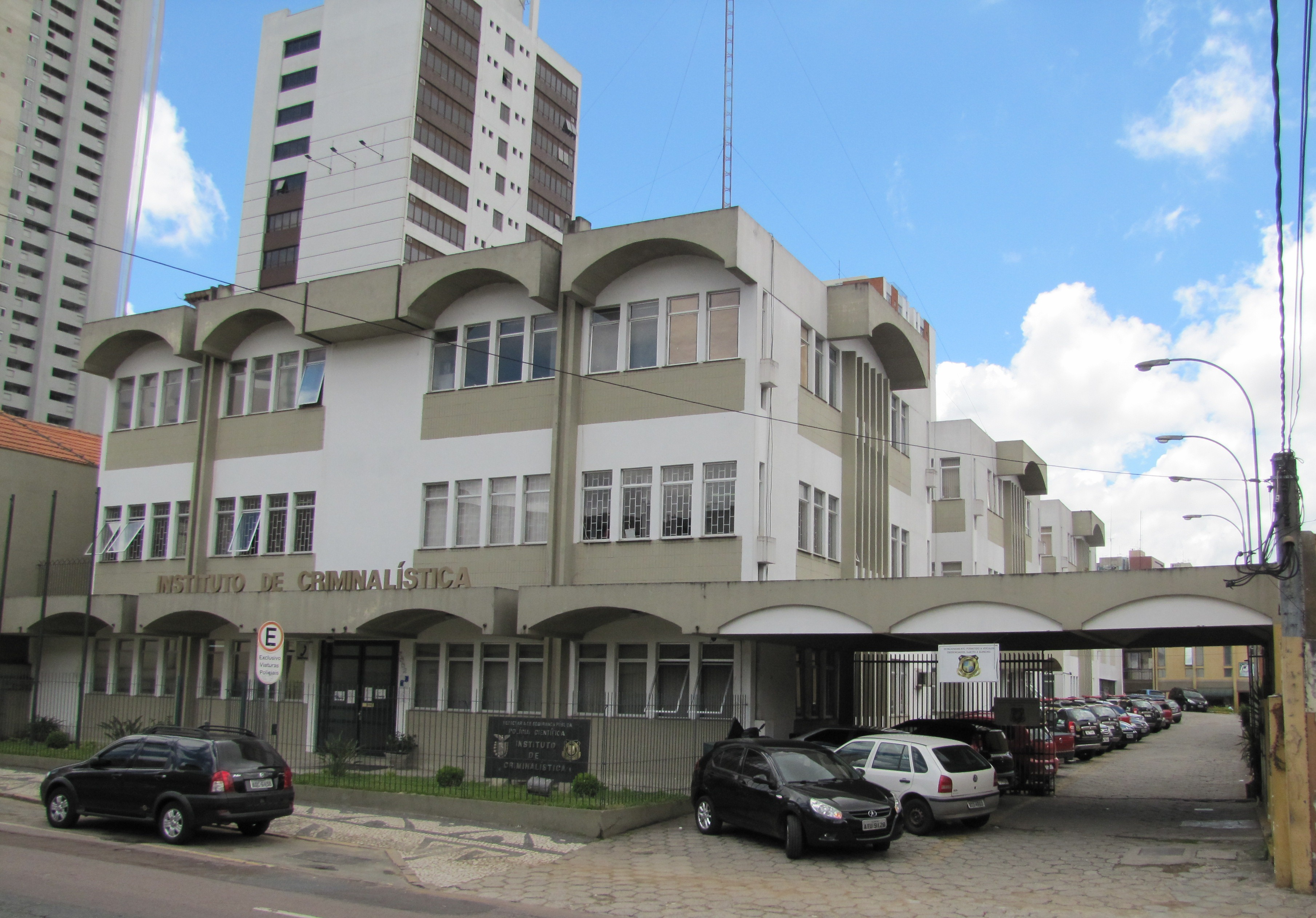
Sede da Polícia Científica, último local onde esteve instalada a Guarda Civil do Paraná.

- 1913 - foi alojada na antiga sede da Assembleia Legislativa, na esquina das ruas Dr. Muricy com a Cândido Lopes.
- 1916 - por motivo de reformas, a GC passou a ser alojada nos fundos do quartel do Corpo de Bombeiros.
- 1919 - retornou à sede anterior.
- 1923 - foi transferida para a rua Emiliano Perneta, n° 35.
- 1932 - passou a ocupar um prédio na avenida Visconde de Guarapuava, n° 3.496.
- 1952 - mudou-se para a rua Riachuelo, n° 410.
- 1955 - transferida para a avenida Visconde de Guarapuava, n° 2.652, atual sede da Polícia Científica do Paraná, onde permaneceu até sua dissolução definitiva em 1969.

#### Destacamentos no interior do Estado
Em 1949 foi criado o primeiro destacamento policial da Guarda Civil fora da capital (em Ponta Grossa), composto por um Fiscal e quatorze Guardas Civis. Em 1951 foram criados outros destacamentos nas cidades de Londrina, Jacarezinho, Cornélio Procópio, Apucarana e Guarapuava. Em 1952 foram criados os destacamentos de Paranaguá, Rio Negro, União da Vitória, Irati e Morretes. E em 1962 já constavam também destacamentos em Pato Branco, Cascavel, Campo Mourão, Cruzeiro do Oeste, Maringá e Paranavaí.

### Denominações
- 1911 - Guarda Civil do Paraná[6]
- 1922 - Guarda Cívica do Paraná[7]
- 1936 - Guarda Cívica de Curitiba[8]
- 1938 - Guarda Civil do Paraná[9]

### Inspetores, Comandantes e Diretores
| Nome completo                      | Ano  | Origem                            | Cargo    |
| ---------------------------------- | ---- | --------------------------------- | -------- |
| Guilherme Marques de Souza Soares  | 1911 | Major do Exército Brasileiro      | Efetivo  |
| Dario Fagundes Gaertner            | 1911 | Subinspetor da corporação         | Interino |
| José Duarte de Camargo             | 1912 | Subinspetor da corporação         | Interino |
| José Duarte de Camargo Pacca       | 1912 | Subinspetor da corporação         | Interino |
| Ignácio Gomes da Costa             | 1912 | Major do Exército Brasileiro      | Efetivo  |
| Francisco França do Nascimento     | 1912 | Subinspetor da corporação         | Interino |
| Tancredo de Menezes Teixeira       | 1912 | Subinspetor da corporação         | Interino |
| Augusto Soares da Costa            | 1912 | Subinspetor da corporação         | Interino |
| Luiz de Campos Vallejo             | 1917 | 2° Tenente da Polícia Militar     | Efetivo  |
| Augusto Soares da Costa            | 1917 | Subinspetor da corporação         | Interino |
| Augusto Soares da Costa            | 1919 | Inspetor da corporação            | Efetivo  |
| Benedicto Tertuliano Cordeiro      | 1924 | Major da Polícia Militar          | Efetivo  |
| Joaquim Antônio de Moraes Sarmento | 1928 | Coronel da Polícia Militar        | Efetivo  |
| Francisco Fontoura Barreto         | 1929 | Capitão do Exército Brasileiro    | Efetivo  |
| Dario Gaertner                     | 1930 | Subinspetor da corporação         | Interino |
| João Dhoms                         | 1930 | Tenente da Polícia Militar        | Efetivo  |
| Joselim de Souza Lopes             | 1931 | Tenente do Exército Brasileiro    | Efetivo  |
| Aurélio M. da Cruz                 | 1932 | Tenente                           | Efetivo  |
| Angelo Ferreira Chaves             | 1932 | Tenente da Polícia Militar        | Efetivo  |
| Victor Agner Kendrick              | 1932 | Tenente                           | Interino |
| Estacio dos Santos                 | 1932 | Capitão da Polícia Militar        | Efetivo  |
| Carlos Pereira Filho               | 1932 | 1° Tenente do Corpo de Bombeiros  | Efetivo  |
| Elísio da Costa Marques            | 1933 | Capitão                           | Efetivo  |
| Francisco Theodoro Cordeiro        | 1934 | Tenente da Polícia Militar        | Efetivo  |
| Joselim de Souza Lopes             | 1934 | Tenente do Exército Brasileiro    | Efetivo  |
| Lauro Gentio Portugal Tavares      | 1934 | Tenente da Polícia Militar        | Efetivo  |
| Nelson da Costa Lobato             | 1935 | Subcomandante da corporação       | Interino |
| Custódio Rapozo Netto              | 1937 | Capitão da Polícia Militar        | Efetivo  |
| Nelson da Costa Lobato             | 1937 | Fiscal da corporação              | Efetivo  |
| João Cortiano                      | 1938 | Tenente                           | Efetivo  |
| Alexandre de Almeida Garret        | 1939 | Aspirante a Fiscal da corporação  | Efetivo  |
| Boileau Wandik da Silva Cidreira   | 1939 | 1° Tenente                        | Efetivo  |
| Antonio Pereira da Silva           | 1939 | Subcomandante da corporação       | Interino |
| Melchiades Silveira do Valle       | 1946 | Capitão da Polícia Militar        | Efetivo  |
| Abílio Antunes Rodrigues           | 1946 | Tenente da Polícia Militar        | Efetivo  |
| João Rodrigues da Silva Lapa       | 1947 | 1° Tenente da Polícia Militar     | Efetivo  |
| Rivadavia Pereira de Moraes        | 1949 | 1° Tenente da Polícia Militar     | Efetivo  |
| Agostinho José Rodrigues           | 1951 | 1° Tenente do Exército Brasileiro | Efetivo  |
| Jerônimo Fanha                     | 1955 | Subdiretor da corporação          | Interino |
| Jerônimo Fanha                     | 1955 | Fiscal da corporação              | Efetivo  |
| Nestor Pinto                       | 1955 | Subdiretor da corporação          | Interino |
| Felix Klotz                        | 1955 | Capitão do Exército Brasileiro    | Efetivo  |
| Jerônimo Fanha                     | 1956 | Fiscal da corporação              | Interino |
| Nelson Ayres Castanho              | 1956 | Major da Polícia Militar          | Efetivo  |
| Sérgio Dublins                     | 1956 | Subdiretor da corporação          | Interino |
| Generoso Nascimento Teixeira Filho | 1961 | Inspetor da corporação            | Efetivo  |
| Lucio Bley Vieira                  | 1966 | Delegado da Polícia Civil         | Efetivo  |
| José Carlos Branco                 | 1967 | Delegado da Polícia Civil         | Efetivo  |
| Benhur Augusto Muniz               | 1969 | Major do Exército Brasileiro      | Efetivo  |